# レーイトス
レーイトス（古希: Λήϊτος, Lēïtos）は、ギリシア神話の人物である。長母音を省略してレイトスとも表記される。アレクトリュオーン、あるいはアレクトールの子、あるいはイトーノスの子エーレクトリュオーンの子、あるいはラクレトスとクレオブーレーの子で、クロニオスと兄弟ともいわれる。一説にレーイトスはスパルトイであるという。アルゴナウタイの1人で、ヘレネーの求婚者の1人。
トロイア戦争では、ペーネレオース、アルケシラーオス、プロトエーノール、クロニオスとともにギリシア軍におけるボイオーティア地方の武将の1人で、12隻の軍勢を率いた。レーイトスはピュラコスを討ったが、ゼウスがトロイアの味方をしてアイギスを振りかざしたとき、ヘクトールに手首を傷つけられて戦場から退いた。戦後、レーイトスはボイオーティアの武将として唯一生き残り、帰国後、持ち帰ったアルケシラーオスの遺骨をレバデイア近郊のヘルキュナ河畔に葬った。レーイトス自身の墓はテーバイにあったという。